# Aura Dione
Aura Dione, pseudonimo di Maria Louise Joensen (Copenaghen, 21 gennaio 1985), è una cantautrice danese.

## Biografia
Nata da madre franco-faroese e padre danese d'origine spagnola, si è interessata sin da piccola alla musica, componendo all'età di 8 anni la sua prima canzone. I suoi genitori erano hippy, e trascorrevano la vita navigando negli oceani attorno al mondo, finché non si stabilirono a Bornholm quando la figlia aveva 7 anni. Qui iniziò a frequentare la scuola dell'obbligo, dopodiché fece il liceo, che abbandonò poiché decise di trasferirsi in Australia, dove ha preso ispirazione per alcune delle sue canzoni, tra le quali il singolo di debutto Something from Nothing.
Nell'estate del 2007 pubblicò il suo primo singolo, che raggiunse la posizione numero 7 nella classifica dei singoli danesi. Nel 2008 venne messo in commercio il singolo Song for Sophie, che precedeva la pubblicazione dell'album di debutto, intitolato Columbine. Ma fu con la canzone I Will Love You Monday che riuscì a conquistare un successo internazionale: negli ultimi mesi del 2009 arrivò nelle top 10 tedesca, svizzera e austriaca. Questo portò Song for Sophie a raggiungere posizioni più o meno alte nelle classifiche di queste nazioni.
A settembre 2011 esce il nuovo singolo, intitolato Geronimo, che debutta all'ottava posizione della classifica danese. Esso anticipa il secondo album della cantante, Before the Dinosaurs, pubblicato a novembre dello stesso anno.

## Discografia

### Album in studio
- 2008 – Columbine
- 2011 – Before the Dinosaurs
- 2017 – Can't Steal the Music
- 2022 – Life of a Rainbow